# Филиппово (Большесельский район)
Филиппово — деревня в Большесельском районе Ярославской области России. В рамках организации местного самоуправления входит в Большесельское сельское поселение, в рамках административно-территориального устройства — в Большесельский сельский округ.

## География
Расположена в 8 км на северо-восток от райцентра села Большое Село. 

## История
Каменная церковь Казанской Божией Матери в селе была построена в 1796 году на средства прихожан с тремя престолами: в холодной — во имя Казанской Божией Матери, в теплом приделе — во имя Св. Апостола Филиппа и Св. Великомученика Димитрия. 
В конце XIX — начале XX века село входило в состав Андреевской волости Романово-Борисоглебского уезда Ярославской губернии.
С 1929 года село входило в состав Большесельского сельсовета Угличского района, с 1935 года — в составе Большесельского района, с 2005 года — в составе Большесельского сельского поселения.

## Население
| 1859 | 1914 | 2002 | 2007 | 2010 |
| ---- | ---- | ---- | ---- | ---- |
| 81   | ↗106 | ↘0   | →0   | →0   |

## Достопримечательности
В селе расположена недействующая Церковь Казанской иконы Божией Матери (1796).